# Jason Islands
Die Jason Islands (span. Name Islas Sebaldes) sind eine Inselgruppe im äußersten Nordwesten der Falklandinseln. Entdeckt wurden sie von Sebald de Weert im Jahr 1600.
Die Inselgruppe besteht aus sieben Inseln sowie zahlreichen Klippen und Felseilanden mit einer Gesamtfläche von 21,7 km². Im Spanischen wird die Inselgruppe nochmals in eine westliche Gruppe (Islas los Salvajes), bestehend aus Grand Jason Island und Steeple Jason Island, sowie eine östliche Gruppe (Islas las Llaves), bestehend aus Elephant Island, Flat Jason Island, South Island, North Fur Island und Seal Rocks, unterteilt. Größte Insel ist Grand (Jason) Island mit einer Länge von 11,3 km.
Die beiden westlichen Inseln Grand Jason Island und Steeple Jason Island befinden sich in Privatbesitz. Sie wurden in den 1990er-Jahren vom New Yorker Philanthropen Michael Steinhardt gekauft und der Wildlife Conservation Society zum Schutz der dortigen Fauna gespendet.

## Tierwelt (Fauna)
Die Inseln sind eines der Haupt-Brutgebiete für den Falklandkarakara (Phalcoboenus australis). Daneben kommen auch zahlreiche Seevögel vor wie beispielsweise der Subantarktikskua (Stercorarius antarcticus) oder der Eselspinguin (Pygoscelis papua).